# Curent filozofic
Un curent filozofic este o sumă de idei împărtășite de unul sau mai mulți gânditori ai unei școli filozofice. Amploarea unui curent filozofic este determinată de popularitatea respectivului curent printre gânditorii și intelectualii contemporani și viitori curentului, de influența pe care o are acesta asupra ideilor celorlalți filozofi și cărturari.
Între ideile gânditorilor care pot fi incluși într-un anumit curent filozofic există asemănări, dar și distincții semnificative motiv pentru care mulți filozofi pot fi incluși în mai multe curente. Principalele curente filozofice și figurile reprezentative pentru ele sunt enumerate mai jos.

## Antichitate
- Școala milesiană: Thales, Anaximandru, Anaximene
- Pitagorism: Pitagora, Philolaos
- Școala eleată: Parmenide, Zenon
- Atomism: Democrit
- Academia: Platon, Xenocrate
- Peripateticism: Aristotel
- Sofism: Protagoras, Gorgias
- Cinism: Antistene, Diogene
- Hedonism: Aristip, Epicur
- Scepticism: Pyrrhon
- Noua Academie: Arcesilau
- Vechiul stoicism: Zenon din Citium, Cleante, Crisip
- Stoicsmul mijlociu: Panetius, Posidonios
- Noul stoicism: Epictet, Seneca, Marc Aureliu
- Neoplatonism: Plotin
- Scolastică: Anselm, Abélard, Toma d'Aquino

## Modernitate
- Umanism: Montaigne, Erasmus din Rotterdam
- Raționalism: Descartes, Leibniz, Malebranche, Spinoza
- Empirism: J. Locke, Hume
- Jansenism: Jansenius, Pascal
- Idealism: G. Berkeley
- Materialism: Helvetius, La Mettrie
- Fiziocrație: F. Quesnay
- Enciclopedism: Diderot, d'Alambert, d'Holbach
- Senzualism: Condillac
- Criticism: Kant
- Eclectism: Cousin
- Evoluționism: Lamark, Darwin, Spencer
- Pozitivism: A. Comte
- Spiritualism: Maine de Biran
- Filosofia reflexivă: J. Lagneau J. Lachelier
- Idealism subiectiv: Fichte
- Idealism obiectiv: Schelling
- Idealism dialectic: Hegel
- Materialism dialectic: Marx, Engels
- Neokantianism: Cohen, Hartmann Cassirer
- Utilitarism: J. Bentham, J. S. Mill
- Pragmatism: Charles Peirce, W. James J. Dewey
- Intuiționism: Bergson
- Neotomism: J. Maritain
- Personalism: E. Mounier, Bowne
- Obiectivism: Ayn Rand
- Existențialism: G. Marcel, Sartre, Merleau-Ponty, Heidegger, K. Jaspers, Kierkegaard, Nietzsche
- Școala psihanalitică: Jung, Freud
- Pozitivism logic: Wittgenstein, Carnap, M. Schlick, B. Russell, Merleau-Ponty, Heidegger
- Behaviorism: John B. Watson, Edward Thorndike, Gilbert Ryle
- Structuralism: Levi-Strauss, M. Foucault